# Scotopteryx leucocypta
Scotopteryx leucocypta är en fjärilsart som beskrevs av George Francis Hampson 1902. Scotopteryx leucocypta ingår i släktet backmätare, och familjen mätare. Inga underarter finns listade.